# Vysílač Kubánkov
Vysílač Kubánkov se nachází na stejnojmenném vrchu v nadmořské výšce 661 m n. m. Rozhlasovým signálem pokrývá především západní část Moravskoslezského kraje.

## Polohopis
Pilotní vysílač Rádia Morava, později rádia Kiss Morava a nakonec Rádia Kiss naleznete cca 8 km jihozápadně od Frýdku-Místku, na zalesněném kopci Kubánkov. K vysílači se dostanete nejlépe asfaltovou cestou, pak zpevněnou cestou od Myslíku u Palkovic.

## Technologie
Na vysílači nelze přehlédnout laděný čtyřpatrový vertikální vysílací systém od firmy Kathrein. Hrdě nese logo DB, Elektonica Padova Italy.

## Vysílané stanice

### Rozhlas
Přehled rozhlasových stanic vysílaných z Kubánkova:
|    | Stanice    | Kmitočet  | Výkon (ERP) | Polarizace |
| -- | ---------- | --------- | ----------- | ---------- |
| FM | Radio Kiss | 101,1 MHz | 1 kW        | vertikální |